# Cornelis Dusart
Cornelis Dusart (Haarlem, 24 d'abril de 1660 – ib., 1 d'octubre de 1704) fou un pintor, dibuixant i gravador neerlandès, especialitzat en escenes de gènere.

## Biografia
Fill d'un organista d'església, va néixer a Haarlem. Encara adolescent va ser deixeble d'Adriaen van Ostade entre 1675 i 1679, i es diu que va acabar alguns dibuixos del mestre quan aquell va morir en 1685. Va ser acceptat en el gremi de Sant Lluc d'Haarlem el 1679.
Els seus treballs són similars en estil i temes als del seu mentor, si bé mostren una menor rusticidad i un acabat més acurat, d'acord amb el nou gust que es va ser imposant en la segona meitat del segle xvii. També va acusar influències de Jan Steen. Especialment notables són els seus dibuixos molt acabats de camperols, representats en guixos de colors i aquarel·la.